# SN 2007bi
SN 2007bi는 2007년 초에 미국 에너지부의 로렌스 버클리 국립 연구소에 기반을 둔 국제 근린 초신성 팩토리(Nearby Supernova Factory) 계획에 의하여 발견한 매우 강력한 초신성이다. 이 초신성의 전구체 별은 형성 당시에 약 200 태양 질량을 가졌고 초신성이 될 때 코어에 약 100 태양 질량을 가진 것으로 추정된다. 초신성의 폭발에 의하여 약 22 태양질량 이상의 규소와 기타 무거운 원소가 우주로 방출되었는데 여기에 포함된 약 6 태양 질량 이상의 방사성 니켈에 의하여 팽창하는 가스가 수개월 동안 매우 밝게 빛나게 되었다.
이 초신성은 쌍불안정형 초신성 모델에 이론의 여지 없이 적합한 것으로 기술되었다.

## 참조
- SIMBAD 데이터

## 추가 자료
- Gal-Yam, A.; Mazzali, P.; Ofek, E. O.;  외. (2009), “Supernova 2007bi as a pair-instability explosion”, 《Nature》 462 (7273): 624–627, arXiv:1001.1156, Bibcode:2009Natur.462..624G, doi:10.1038/nature08579, PMID 19956255, S2CID 4336232